# Grand Theft Auto Advance
Grand Theft Auto Advance, noto anche come GTA Advance, è un videogioco di avventura dinamica del 2004, sviluppato da Digital Eclipse e pubblicato da Rockstar Games in esclusiva per Game Boy Advance. Si tratta di uno spin-off della celebre saga di videogiochi Grand Theft Auto, il primo per console portatili.
Grand Theft Auto Advance è il primo e unico capitolo della serie a essere sviluppato da un team esterno a Rockstar Games.

## Trama
Mike è un piccolo criminale, che lavora per il più connesso Vinnie. Decidono di lasciare insieme Liberty City e tentare la fortuna altrove, ma Vinnie convince Mike a svolgere alcuni compiti per i loro datori di lavoro, la mafia, prima di andarsene. Durante una di queste missioni, Vinnie viene apparentemente ucciso in un'autobomba, portando con sé i soldi suoi e di Mike. Per questo, Mike giura vendetta. Mike quindi lavora per 8-Ball, un socio di Vinnie, che si offre di aiutare con la ricerca di Mike. Mike fa vari lavori per lui prima che 8-Ball suggerisca che lavora per un barista di nome Jonnie, che è anche collegato al mondo criminale. Mike fa un po' di lavoro per Jonnie, inclusa la cura della sua ragazza ubriaca mentre Jonnie aiuta a indagare sulla morte di Vinnie. Mike è leggermente infastidito dalla paranoia di Jonnie, ma in seguito si rivela vero quando Mike scopre che Jonnie è stata uccisa mentre Mike lavorava come strozzino. Mike nota che gli aggressori che lasciano il bar sono membri degli Uptown Yardies. Mike insegue gli Yardies fino a Staunton Island.
Alla fine Mike affronta il leader di Yardie, King Courtney. Courtney nega di essere responsabile dicendo che sta anche cercando l'assassino perché Jonnie doveva dei soldi agli Yardies. Mentre Mike fa alcuni lavori per gli Yardies, diventa evidente che lo stanno usando, questo viene confermato quando Courtney manda Mike a cercare Cisco, leader del cartello colombiano e rivale degli Yardies. Mike, credendo che Cisco sia il colpevole, affronta il capo della banda in un ristorante. Alla fine, Cisco avverte Mike del tradimento di Courtney. Mike quindi lavora per Cisco e il cartello, e si ritrova anche ad aiutare la Yakuza, quando Asuka Kasen manda Mike a salvare sua nipote Yuka (che, ironicamente, è stata rapita da Mike mentre lavorava per Cisco). Mike si ritrova a lavorare per i due leader di bande in faida tra loro, ma fa il lavoro a prescindere dal momento che sia Cisco che Asuka accettano di indagare sulla morte di Vinnie. Mike poi trova inaspettatamente Cisco morto, Mike ipotizza che il colpevole sia l'assassino di Vinnie e Jonnie. Mike inizia a inseguire l'auto degli assalitori, non prima di essere temporaneamente assalito da uomini assunti per proteggere l'assassino. Mike alla fine fa schiantare l'auto in fuga e il criminale dietro si scopre che è Vinnie, che ha simulato la sua morte e ha cospirato contro Mike per tutto il tempo. Vinnie e le sue guardie del corpo ingaggiano una sparatoria con Mike prima che Vinnie venga ferito. Vinnie implora per la sua vita, ma Mike si rifiuta di ascoltare. Prima che Mike lo uccida, Vinnie lo avverte che in caso della sua morte, qualsiasi criminale abbastanza avido andrà sicuramente a cercarlo, ma Mike non ci tiene conto.
Più tardi Mike incontra 8-Ball (che non è riuscito ad avvertire Mike di Vinnie). I due vengono improvvisamente attaccati dai colombiani che incolpano Mike per la morte di Cisco. Dopo un lungo combattimento, la polizia attacca improvvisamente e 8-Ball viene arrestato (ponendo le basi per la sua fuga nell'introduzione di Grand Theft Auto III), ma Mike riesce a scappare. Mike cerca di vendicarsi del successore di Cisco che gli dice che King Courtney ha chiamato Mike per i suoi soldi (come ha avvertito il defunto Vinnie). Mike poi attraversa la città massacrando i sicari degli Yardies. Mike incontra Asuka che si offre di aiutarlo a uccidere il re Courtney. Mike e diversi membri della Yakuza si incontrano al nascondiglio di Yardies. La Yakuza fugge costringendo Mike ad affrontare da solo King Courtney ei suoi uomini. Segue una lotta culminante che porta Mike quasi a uccidere Courtney che si arrende e implora per la sua vita. All'improvviso, l'LCPD fa irruzione nell'area, ma Mike riesce a sfuggirli dopo un inseguimento climatico. Mike poi sale sull'aereo di Cisco e fugge da Liberty City con gioia, il suo viaggio attraverso la città è completo.

## Modalità di gioco
Dopo il passaggio al 3D di Grand Theft Auto III, in questo capitolo viene ripristinata la visuale bidimensionale dall'alto dei primi tre capitoli, date le limitazioni hardware della console. Altre limitazioni includono scene d'intermezzo non recitate, musica non selezionabile mentre si gioca e un minor numero di effetti sonori. Il gioco è ambientato nel 2000 a Liberty City; cronologicamente è un prequel di Grand Theft Auto III, dato che i fatti si svolgono un anno prima e un sequel di Grand Theft Auto: Liberty City Stories, ambientato due anni prima (1998).

## Armi
- Mazza da baseball
- Katana
- Pistola
- Fucile a pompa
- Fucile da combattimento
- Uzi
- AK-47
- Lanciafiamme
- Molotov
- Granate
- Bazooka
- Minigun

## Personaggi
- Mike (protagonista del gioco)
- Vinnie (antagonista del gioco)
- 8 Ball
- Jonnie
- King Courtney (antagonista secondario del gioco)
- Cisco
- Yuka
- Asuka
- L'Amante Delle Auto

## Veicoli
- Banshee
- Belly
- BF Injection
- Brit
- Coach
- Diablo
- Esperanto
- Hoods
- Idaho
- Limousine
- Manana
- Monster Truck
- Rumpo
- Sentinel
- Taxi
- Wongs
- Yakuza
- Yardie
- Borghine Taxi
- Formula One
- Ambulanza
- Autopompa
- Caserma OL
- FBI Car
- S.W.A.T. Van
- Tank
- Volante della polizia
- F-1